# Wendy Hoopes
Wendy Hoopes (Kuala Lumpur, 4 novembre 1972) è un'attrice e doppiatrice statunitense.

## Carriera
E' nota principalmente per il ruolo di Betty nella serie televisiva LAX.
Attiva anche come doppiatrice, ha prestato la voce ad alcuni personaggi della serie animata Daria oltre ad aver doppiato Mona Sax nel secondo e terzo capitolo della saga videoludica di Max Payne.

## Filmografia

### Televisione
- Sex and the City - serie TV, episodio 2x04 (1999)
- Law & Order - Criminal Intent - serie TV, episodio 2x17 (2003)
- LAX - serie TV, 13 episodi (2004-2005)
- Giudice Amy (Judging Amy) - serie TV, episodio 6x18 (2005)
- Law & Order - I due volti della giustizia (Law & Order) - serie TV, episodio 16x01 (2005)
- Brotherhood - Legami di sangue (Brotherhood) - serie TV, 4 episodi (2006-2007)
- Criminal Minds - serie TV, episodio 3x17 (2008)
- Grey's Anatomy - serie TV, episodio 5x17 (2009)
- Private Practice - serie TV, episodio 4x21 (2011)
- The Good Wife - serie TV, episodio 2x19 (2011)
- Elementary - serie TV, episodio 2x13 (2014)
- The Following - serie TV, episodio 2x05 (2014)
- Law & Order - Unità vittime speciali (Law & Order: Special Victims Unit) - serie TV, episodi 17x11, 19x17 (2016-2018)
- Blindspot - serie TV, episodio 3x04 (2017)
- Blue Bloods - serie TV, episodi 8x19, 14x14 (2018, 2022)

### Doppiaggio
- Daria - serie animata, 65 episodi (1997-2001)
- Max Payne 2 - videogioco, voce di Mona Sax (2003)
- Max Payne 3 - videogioco, voce di Mona Sax (2012)

## Doppiatrici italiane
Nelle versioni in italiano delle opere in cui ha recitato, Wendy Hoopes è stata doppiata da:
- Angela Brusa in Law & Order - Criminal Intent
- Claudia Balboni in LAX
- Marina Thovez in Brotherhood - Legami di sangue
- Sabrina Duranti in Criminal Minds
- Laura Lenghi in Grey's Anatomy
- Daniela Calò in Private Practice
- Loretta Di Pisa in Elementary
- Giò Giò Rapattoni in Law & Order - Unità vittime speciali (ep. 17x11)
- Irene Di Valmo in Law & Order - Unità vittime speciali (ep. 19x17)
- Alessandra Cassioli in Blindspot
- Claudia Catani in Blue Bloods (ep. 8x19)
- Monica Migliori in Blue Bloods (ep. 14x14)

Da doppiatrice, è stata sostituita da:
- Emanuela Pacotto in Daria (Quinn)
- Dania Cericola in Daria (Helen)
- Marina Thovez in Daria (Jane)
- Donatella Fanfani in Max Payne 2